# Лунгулешти (Арђеш)
Лунгулешти (рум. Lungulești) насеље је у Румунији у округу Арђеш у општини Уда. Oпштина се налази на надморској висини од 440 m.

## Становништво
Према подацима из 2002. године у насељу је живело 53 становника, од којих су сви румунске националности.